# Alsóvirányos
Alsóvirányos (1899-ig Alsó-Sitnyicze, szlovákul: Nižná Sitnica, korábban Dolný Žitnice) község Szlovákiában, az Eperjesi kerület Homonnai járásában.

## Fekvése
Homonnától 18 km-re északnyugatra, az Olyka-patak jobb oldalán fekszik.

## Története
1408-ban említik először. Lakói földműveléssel, favágással foglalkoztak.
A 18. század végén Vályi András így ír róla: „Alsó, és Felső Sitnicze. Két tót falu Zemplén Várm. földes Urok Gr. Barkóczy Uraság, lakosaik katolikusok, fekszenek egymáshoz közel, Kosarócznak szomszédságában; dombos, veres agyagos határjok 3 nyomásbéli, gabonát, árpát, és zabot terem; erdejek van tőlgyes, és bikkes; szőlejek nints, piatzok Homonnán, és Varannón.”
Fényes Elek 1851-ben kiadott geográfiai szótárában így ír a faluról: „Alsó-Szitnyicze, tót falu, Zemplén vmegyében, Jankócz fiókja: 298 r., 18 g. kath. lak., 729 h. szántófölddel. F. u. gr. Barkóczy. Ut. post. N.-Mihály.”
Borovszky Samu monográfiasorozatának Zemplén vármegyét tárgyaló része szerint: „Alsóvirányos, azelőtt Alsó-Sitnyicze. Kisközség, 52 házzal és 278 róm. kath. vallású, tótajkú lakossal. Első írott nyomát 1494-ben találjuk, a mikor Erdődi Bakócz Miklós az ura. Azután a kir. kamaráé lett, majd Perényi Gáboré, míg 1596-ban Pethő János kapott rá kir. adományt. Később a Bukovszky, majd a gróf Barkóczy és a báró Dessewffy család tulajdonába került, most azonban nagyobb birtokosa nincs. 1663-ban a pestis pusztította lakosait. Róm. kath. temploma 1600 körül épült. A falunak Homonnaolyka a postája, Kelcse a távírója és Homonna a vasúti állomása.”
1920 előtt Zemplén vármegye Sztropkói járásához tartozott.

## Népessége
| Év:            | 1994. | 2004.   | 2014.    | 2024.   |
| -------------- | ----- | ------- | -------- | ------- |
| Emberek száma: | 368   | 365     | 328      | 303     |
| Eltérés:       |       | -0,81 % | -10,13 % | -7,62 % |

| Év:            | 2023. | 2024. |
| -------------- | ----- | ----- |
| Emberek száma: | 300   | 303   |
| Eltérés:       |       | +1 %  |

1910-ben 263, túlnyomórészt szlovák lakosa volt.
2001-ben 368 lakosából 366 szlovák volt.
2011-ben 331 lakosából 330 szlovák.

## Nevezetességei
- Római katolikus temploma 1768-ban épült barokk-klasszicista stílusban.